# Warburg Dillon Read
Warburg Dillon Read war kurzzeitig der Markenname des Unternehmensbereichs Investment Banking des damaligen Schweizerischen Bankvereins (SBV) und der späteren UBS. 
Als der SBV 1995 die 1934 gegründete Investmentbank S.G. Warburg Plc. in London übernahm, änderte er deren Namen in „SBC Warburg - A Division of Swiss Bank Corporation“ und integrierte diese als Unternehmensbereich Investment Banking in das Unternehmen.
1997 übernahm der SBV die 1832 gegründete, alteingesessene New Yorker Investmentbank Dillon, Read & Co. und integrierte sie in den bestehenden Unternehmensbereich SBC Warburg, welcher in SBC Warburg Dillon Read umbenannt wurde.
Mit der Fusion 1998 des damaligen Schweizerischen Bankvereins (SBV) mit der damaligen Schweizerischen Bankgesellschaft (SBG) zur UBS, wurde die neu gegründete UBS in fünf Divisionen strukturiert. Die Division Investment Banking wurde dabei unter dem Markennamen Warburg Dillon Read geführt. 
Anfang 2000 gab sich die UBS eine neue Geschäftsstruktur, bestehend aus den drei Unternehmensgruppen UBS Schweiz, UBS Asset Management und UBS Warburg. Damit verschwand der Name Dillon Read.
Im Juni 2003 lancierte UBS die einheitliche Marke, unter der die Bank fortan weltweit als ein Unternehmen auftreten wird. Damit verschwand auch der Name Warburg aus dem Erscheinungsbild der UBS.